# Алексинашка котловина
Алексинaшката котловина (ср: Алексиначка котлина) е котловина по поречието на река Българска Морава в Източна Сърбия.
Обхваща предимно на територията на община Алексинац, откъдето получава името си. Намира се между планините Озрен на север и Лесковик, а на запад от нея се простира Мали Ястребац.
Край Алексинац в Българска Морава се вливат притоците ѝ Сокобанска Моравица и Турия.